# يي جي وون
يي جي وون (بالكورية: 한국어)‏ ولدت في 1 فبراير 1973 في سول، كوريا الجنوبية. هي ممثلة كورية جنوبية.

## روابط خارجية
- يي جي وون على موقع IMDb (الإنجليزية)
- يي جي وون على موقع ألو سيني (الفرنسية)
- يي جي وون على موقع قاعدة بيانات الفيلم (الإنجليزية)